# Baby-mo
『Baby-mo』（ベビモ）は主婦の友社より発刊されている育児情報誌。季刊誌であり、３・６・９・12月の15日発売。

## 概説
2002年（平成14年）10月創刊。読者対象は２歳までの赤ちゃんをもつ母親と父親。
離乳食の進め方や赤ちゃんの世話、病気にかかった際のホームケアなどの育児に関する情報を提供するほか、親子ファッションなどに関する情報も取り扱っている。
2021年9月、公式サイトとなる「Babymo.jp」をオープンさせた。